# Барні Калхаун
Барні Калга́ун або Калгун (англ. Barney Calhoun) — персонаж серії науково-фантастичних відеоігор Half-Life, основним розробником яких є компанія Valve.
Спочатку персонаж Барні Калгаун постає як один із охоронців вигаданого науково-дослідного комплексу «Чорна Меза» — місця дії оригінальної гри Half-Life 1998 року, події якої відіграють ключову роль у сюжеті всієї серії. Барні є головним героєм офіційного доповнення Half-Life: Blue Shift, яке показує події Half-Life з погляду простого охоронця. У сиквелах оригінальної гри Half-Life 2, Барні Калгаун має суттєву роль як неігрового персонажа: він входить до складу організації Опір, яка протистоїть Комбінату. Барні постає старим другом головного героя серії Half-Life — вченого Ґордона Фрімена, його колезі по «Чорній Мезі».
Образ Барні розвинувся з однойменного класу неігрових персонажів оригінальної гри Half-Life — численних охоронців «Чорної Мези», яких гравець міг використовувати як своїх союзників. Компанія Gearbox Software, яка розробила всі додатки для гри Half-Life, вирішила зробити охоронця протагоністом у додатку Half-Life: Blue Shift 2001 року, придумавши таким чином, персонаж Барні Калгаун. Надалі розробник основних ігор серії, компанія Valve, зробила Калгауна одним з неігрових персонажів у Half-Life 2. За словами Valve, Барні є знаковим героєм, який вносить у серію Half-Life дещицю чорного гумору, починаючи з першої гри.

## Створення та розвиток образу
В оригінальній грі Half-Life, розробленій Valve Software, «Барні» використовується як найменування цілого класу неігрових персонажів — охоронців науково-дослідницького комплексу «Чорна Меза». Це ім'я, що ніколи не називається в грі, також є назвою моделі охоронця («monster_barney»). Саме ім'я народилося в альфа-версії гри, коли раніша модель охоронця була дуже схожа на комедійного актора Дона Ноттса. Натхненні його персонажем, помічником шерифа на ім'я Барні Файф з «Шоу Енді Гріффіта», творці охрестили охоронців як «Барні». Спочатку охоронці замислювалися не як частина персоналу «Чорної Мези», а як члени урядових військ разом зі спецпідрозділом HECU, і були ворогами гравця. Вирішивши провести тестування Ігровий штучний інтелект у командній поведінці ворогів, розробник Стів Бонд заради експерименту зробив гравця лідером команди і змусив охоронця слідувати за ним. Тестерам гри настільки сподобалося, як цей персонаж поводиться в битві, борючись на боці гравця, що компанія Valve вирішила зробити його справжнім союзником, заради чого не пошкодувала переписати численні сюжетні елементи Half-Life.
Компанія Gearbox Software, розробляючи офіційне доповнення Half-Life: Blue Shift, посприяла подальшому розвитку окремо взятого охоронця як персонажа, зробивши Барні головною дійовою особою доповнення. «У Half-Life для всіх охоронців Барні був свого роду узагальнюючим персонажем, який використовувався протягом усієї гри. Він часто був корисний, але так само часто приносив себе в жертву в ім'я головного героя оригінальної гри, Гордона». Створивши Барні Калгауна, Gearbox дозволила гравцеві самому вирішувати, як він допомагатиме іншому персоналу «Чорної Мези» пережити вторгнення прибульців і зачистку військовими. Прізвище для Барні придумав сценарист серії Half-Life Марк Лейдлоу (Valve), запозичивши її у персонажа Колгуна (англ. Colqhoun) з фільму «Людожер» і надавши їй простіше написання (англ. Calhoun). Примітно, що в Blue Shift персонажа завжди звуть тільки на прізвище, а у вступних титрах гри пишеться «Суб'єкт: Б. Калгаун». Повне ж ім'я персонажа згадується тільки в офіційному посібнику гри. За словами Лейдлоу, це було рішенням розробника Gearbox Software: «У Gearbox взяли нашого Барні і зробили свою найкращу версію, але я не впевнений, що цей Барні — той самий Барні, якого я уявляю, коли презентую Барні від Valve. Коли був створений Blue Shift, Барні було безліч. Лише згодом рядові істоти та персонажі поступово набувають індивідуальності… це перманентний процес. У Gearbox зробили те, що було правильним для їхніх ігор».
Згодом компанія Valve зробила Барні Калгауна одним із основних неігрових персонажів Half-Life 2, сиквела оригінальної Half-Life. За аналогією з Half-Life: Blue Shift, в Half-Life 2 Барні називають тільки на ім'я, навіть сам персонаж представляється гравцю як «Барні з „Чорної Мези“». Пізніше сценарист Марк Лейдлоу підтвердив, що це дійсно Барні Калгаун з гри Half-Life: Blue Shift. "Питання особистості Барні в Half-Life і Blue Shift більш розмите, оскільки там він являє собою перехід з численної «армії клонів» «Барні»… якимось чином він знайшов там індивідуальність. Я намагаюся не надто замислюватися над цим. У нього немає прізвища в Half-Life, він не потребував його і після". Як і у випадку з усіма персонажами Half-Life 2, обличчя Барні було змодельовано з особи реальної людини — Скотта Лінча, головного операційного директора компанії Valve. Озвучуванням Барні у всіх іграх займався актор Майкл Шапіро, котрий також озвучив кілька інших персонажів серії Half-Life, включаючи Нігіланта і G-Man'а. «Озвучувати Барні дуже весело, і він мені симпатичний»
.

## Появи та роль в іграх

### Half-Life

Охоронець «Барні» в Half-Life

Дія гри Half-Life відбувається у вигаданому науково-дослідному комплексі «Чорна Меза», де є свій особовий склад служби безпеки. Всі охоронці комплексу, присутні в грі, мають однакову тривимірну модель і озвучення, й ім'я конкретного персонажа Барні Калгауна серед них не згадується. Проте з виходом доповнення Half-Life: Blue Shift у сюжетному каноні було встановлено, що Барні Калгаун — це охоронець, що зустрічається на самому початку Half-Life. Гравець у ролі Гордона Фрімена проїжджає на монорейковому поїзді «Чорної Мези» повз Барні, який стоїть на маленькому пероні в тунелі і стукає в двері, що заклинили.

### Half-Life: Blue Shift
Події гри Half-Life: Blue Shift, де Барні Калгаун є ігровим персонажем, починаються майже одночасно з подіями оригінальної Half-Life. Охоронець Барні також прибуває в Чорну Мезу на монорейковому поїзді і виходить на тому пероні, де його можна бачити в Half-Life (відповідно, гравець у ролі Барні бачить Гордона Фрімена, котрий проїжджає повз). Двері, через які він не може потрапити на свою посаду в Секторі C, доводиться відчиняти його товаришу по службі з іншого боку. Цього дня у значної частки обладнання «Чорної Мези» виникали технічні несправності, й охоронця Барні, який щойно прийняв чергування, посилають у сусідній Сектор G для ремонту ліфту. Одночасно в дослідному комплексі відбувається інцидент, названий каскадним резонансом: в результаті невдалого експерименту утворюється просторовий розлом, через який у «Чорну Мезу» проникають істоти з іншого світу Зен. Ліфт із Барні Калгауном та ще двома пасажирами падає, і герой непритомніє. Прокинувшись, він виявляє дослідницький комплекс в аварійному стані, заповнений ворожими та агресивними прибульцями. Панікуючий персонал усіма силами намагається врятуватися, а солдати спецпідрозділу HECU, які прибули в «Чорну Мезу», приймаються ліквідувати як прибульців, так і свідків інциденту.
Калгаун з боєм вибирається з підземних секторів «Чорної Мези» на поверхню. По дорозі йому зустрічаються кілька вчених, за наставленням яких Барні знаходить і звільняє полоненого солдатами HECU доктора Розенберга. Охоронець і вчений вирішують діяти спільно, щоб урятуватися з «Чорної Мези». Розенберг приводить Калгауна в занедбані лабораторії, де міститься старий прототип телепорту — з його допомогою вчений і двоє його колег планують телепортуватися за межі дослідницького комплексу. Оскільки світ Зен є сполучною ланкою в процесі телепортації, Барні доводиться спочатку перенестися туди, щоб перезапустити пристрій, що встановлює потрібні координати кінцевої точки телепортації на Землі. Під вогнем солдатів HECU, що увірвалися в лабораторію, Барні слідом за вченими стрибає в портал до південного входу «Чорної Мези». У процесі телепортації з Барні відбувається щось дивне: Барні починає переміщатися по всьому комплексу, але зрештою успішно повертається до вчених. Розенберг вважає, що Барні на якийсь час опинився в небезпечному «гармонійному рефлюксі». Усі разом вони залишають дослідницький комплекс на автомобілі.

### Half-Life 2

Барні Калгаун в Half-Life 2

Невідомо, що трапилося з Барні та його попутниками після подій Half-Life: Blue Shift. У грі Half-Life 2 дія розгортається через два десятиріччя. Людство перебуває під гнітом інопланетної організації Комбінат, що захопила Землю після подій Half-Life. Барні Калгаун, як і низка інших колишніх працівників Чорної Мези, є учасником Опору — бунтівної організації, яка має намір звільнити світ від загарбників. Барні працює під прикриттям в рядах цивільної оборони Комбінату, яка забезпечує жорсткий контроль над людьми в Сіті 17 — головному земному місті загарбників. Становище Барні дає йому доступ до терміналів та камер спостереження цивільної оборони. Він також стежить за безпекою доктора Айзека Кляйнера та його таємної лабораторії. Можна сказати, Барні, як і раніше, виконує функції охоронця.
Барні з'являється на самому початку Half-Life 2, на залізничному вокзалі: колишній охоронець «Чорної Мези» дізнається на камерах спостереження свого старого друга і колегу Ґордона Фрімена, коли той ледь не сідає на поїзд до в'язниці Комбінату. Одягнений як патрульний цивільної оборони, Барні нібито для допитів відводить Ґордона до окремої кімнати, де відключає камери і вже відкрито вітає його. Він зв'язується з доктором Кляйнером і направляє Фрімена до його лабораторії. Сам Калгаун не може йти з Ґордоном, не викликаючи підозр, як жартує персонаж — він і без цього не виконує «норму побиття». Дещо пізніше він сам іде в лабораторію і нагадує Кляйнеру дати Ґордону костюм HEV. Коли Фрімен вирушає в дорогу до бази Опору «Східна Чорна Меза», Барні знову доводиться відпускати одного друга, оскільки він повинен залишатися на посаді і стежити за Кляйнером. Перед відходом він вручає Фрімену знаменитий лом, кажучи — Думаю, ти залишив його в „Чорній Мезі“.
Пригоди Фрімена в Half-Life 2 спонукають людей Сіті 17 перейти у відкриту битву з Комбінатом, і через тиждень Барні Калгаун вже взяв на себе командування озброєними повстанцями, що ведуть наступ на Цитадель — головну військову базу та штаб-квартиру земного адміністратора Альянсу, доктора Воллеса Бріна. Фрімен приходить Барні на допомогу, коли ворожі снайпери змушують друга сховатись у засідці. Разом вони прориваються до пристрою придушення, що перешкоджає їх просуванню. Барні, скориставшись своїми повноваженнями цивільної оборони, утримує відкритими кілька захисних полів, щоб Фрімен міг іти далі. Пізніше Барні та Ґордон зустрічаються ще раз біля проходу до Цитаделі. На прощання Калгаун каже Фрімену: «Якщо побачиш доктора Бріна, передай йому, щоби йшов нахрін».

### Half-Life 2: Episode One
У Half-Life 2: Episode One, продовженні Half-Life 2, Цитадель Комбінату перебуває на межі вибуху, який накриє собою все Сіті 17. У цій грі Ґордон Фрімен разом з Алікс Венс зустрічають Барні Калгауна у четвертому розділі «Urban Flight», в укритті бійців Опору. У Барні з'явилася щетина, рани, кров на обличчі — це показує, що він немало пережив за той час, поки вони не бачилися. Приємно здивований тим, що Алікс та Ґордон зуміли вижити, Барні пояснює їм, що повстанці планують евакуювати мешканців приреченого Сіті 17 на поїздах. Герої домовляються тимчасово розділитись, щоб відвернути увагу солдатів Комбінату, та зустрітися на залізничному вокзалі. Перед цим Барні знову вручає Ґордону монтування, попередивши, що воно в нього останнє. Після прибуття на вокзал в останньому розділі «Exit 17», Барні разом з Алікс та Ґордоном проводять кілька груп людей до рятівних поїздів, відбиваючись від нападу військ Комбінату. Наприкінці Барні їде з міста на поїзді разом з рештою мешканців, тоді як Алікс і Ґордон змушені затриматися, щоб відволікти солдатів. Хоча Барні мав успішно залишити місто, його подальша доля невідома: у наступній грі Half-Life 2: Episode Two персонаж не з'являється і не згадується.

## Характеристика персонажа
Багато відомостей про особистість Барні Калгауна можна отримати з гри, у якій він є головним героєм. Відомо, що Барні не закінчив вищу освіту, провчившись два роки в коледжі Мартінсон (вигаданий навчальний заклад), і найнявся офіцером Фізичної охорони в науково-дослідний комплекс «Чорна Меза», з рівнем допуску 3. Його головним завданням було збереження обладнання та приладдя комплексу у разі надзвичайної ситуації. Вторинним пріоритетом Барні призначалося забезпечення охорони персоналу, тоді як власна безпека мала низьку важливість.
Можливо, Калгаун був одружений або ж у нього була дівчина: в Half-Life: Blue Shift в його особистій шафці в роздягальні для охоронців є фотографії молодої жінки, а в посібнику гри присутня сторінка зі списком справ Барні, серед яких є пункт «Купити квіти для Лорен». У вищезгаданій шафці можна також знайти книги з назвами «Правда про прибульців» та «Урядові змови».  Можливо, вони показують, що Барні виявляє інтерес до тем інопланетян та теорії змови. У грі Half-Life 2: Episode One з'ясовується, що ще під час роботи в «Чорній Мезі» Барні був другом вчених Ґордона Фрімена і Айзека Кляйнера. У Episode One Алікс Венс згадує історію, в якій розсіяний Кляйнер втратив ключі від свого кабінету, і Барні з Ґордоном жартома змагалися, хто швидше потрапить до кабінету, не зламуючи двері (Ґордон використав для цього вентиляцію).
В іграх Half-Life 2 та Half-Life 2: Episode One Барні Калгаун є одним з основних неігрових героїв, що дає можливість охарактеризувати його збоку. Офіційний посібник до ігор описує його як приземленого, безстрашного, любителя жартів приятеля, якого добре мати за спиною в бою. Саме Барні дісталася роль командувача повстанцями, які відкрито виступили в битві з іншопланетними загарбниками в кінці Half-Life 2. Борючись пліч-о-пліч з Фріменом, Барні тримається в азартному настрої і часто згадує їх із Ґордоном пригоди в «Чорній Мезі». Half-Life 2 показує інші риси характеру цього персонажа. В ігровому розділі «A Red Letter Day» згадується раннє випробування телепорту доктора Кляйнера, для проведення якого була використана кішка. Це випробування закінчилося якимось неописаним у грі фіаско, яке настільки вразило Барні, що йому стали снитися кошмари про ту кішку: «Це точно? Тому що мені досі сняться кошмари про ту кішку». Алікс Венс неодноразово запитує про кішку, але не отримує відповіді. Ближче до кінця гри Барні навіть скаржиться, що його переслідують галюцинації цієї кішки, сприймаючи віддалений гул страйдера за нявкання. Також, протягом гри Барні постійно відчуває крайню, аж до ненависті, неприязнь до ручного гедкраба доктора Кляйнера на ім'я Ламар.

## Значущість персонажа
У рецензії на гру Half-Life: Blue Shift сайт GameSpot вважав, що здібності головного героя Барні Калгауна здаються сильно перебільшеними, на відміну від інших протагоністів серії Half-Life. За його словами, виглядає нелогічним те, що звичайний охоронець на рідкість швидко діє і витримує надмірну кількість пошкоджень, не будучи при цьому ні з Ґордоном Фріменом із його спецпідготовкою та захисним костюмом, ні висококваліфікованим солдатом Адріаном Шепардом. GameSpot також вважав поганим ходом робити ігрового персонажа в Blue Shift мовчазним, як це було зроблено в Half-Life і Opposing Force для ефекту занурення в гру: гравець не був здатний почути від Барні іронічних фраз і жартів, якими охоронці привертали увагу в оригінальній Half-Life. Сайт Computer and Video Games розкритикував бляклість простого охоронця на тлі героїв Фрімена і Шепарда: «Уявіть, що ви дивитеся „Зоряні Війни“ з точки зору бармена з Мос-Ейслі, що витирає столики і випроваджує дроїдів на вході, в той час як Люк і його друзі рятують Галактику; або уявіть, як щотижня дивитеся „Клан Сопрано“ очима похмурої матусі Тоні».
Особа Барні Калгауна, як і інших героїв серії ігор, часто фігурує в обговореннях на різних сайтах, присвячених серії ігор Half-Life. На сайтах про гру проводяться голосування, пов'язані з появою Барні у майбутніх іграх серії: наприклад, у голосуванні на сайті Half-Life Inside 3,6 % опитаних проголосувало на користь того, що хотіли би бачити наступну гру у серії з Барні Калгауном у головній ролі. Популярності Барні додають такі речі, як костюм охоронця Чорної Мези для косплея і Геловіна, що продається у вигляді окремих складових його форми..
Гравці створюють різні модифікації, в яких так чи інакше бере участь Барні. У деяких йому відводиться головна роль, серед таких модифікацій — Barney Return та Timefall для оригінальної Half-Life. У модифікації Poke646: Vendetta 2006 року присутнє пасхальне яйце з посиланням на Барні і Half-Life: Blue Shift — книга під назвою «Як я вижив у „Чорній Мезі“» (англ. How I Survived Black Mesa), написана Калгауном.
У сторонній грі Black Mesa, яка повністю переносить гру Half-Life на рушій Half-Life 2, розробники додали кілька нових моделей з різними особами для вчених та охоронців. Із самого початку розробки автори обіцяли не порушувати канонів ігрового всесвіту і залишити охоронця, що стукає у двері на початку гри, Барні Калгауном — тобто, заснованим на його моделі з Half-Life 2. У випущеній версії Black Mesa, однак, цей охоронець має одну з численних генерованих зовнішностей; проте, як і в оригінальній Half-Life, він стоїть спиною до гравця, і той не може бачити його. Дотримуючись канону, розробники позбавили цього охоронця форми, тому що в Half-Life: Blue Shift Барні отримує її пізніше.
У 2009 році Барні Калгаун став головним героєм серії короткометражних фільмів у жанрі машиніма під назвою «Vae Victis». Сюжет «Vae Victis» розвивається через деякий час після подій гри Half-Life 2 та її епізодів-продовжень. Згідно зі сюжетом, людство перемогло Альянс, звільнивши Землю, і поступово відновлюючи цивілізацію, але на планеті все ще існують агресивні прибульці. Барні Калгаун тепер є членом оборонної армії, яка використовує інвентар колишньої цивільної оборони Альянсу в боротьбі з чудовиськами. В ігровому короткометражному фільмі «Freeman's Days. Day One. Part 1» Барні, крім основної сюжетної лінії, з'являється у вступній сцені, заснованій на фіналі Half-Life: Blue Shift: охоронець та вчені залишають територію «Чорної Мези» на автомобілі, тоді як дослідницький комплекс знищується ядерним вибухом.